# Verspringen
Verspringen is een onderdeel van atletiek waarbij het de bedoeling is om na een aanloop zo ver mogelijk te springen. Het is ook een onderdeel van de tienkamp (voor mannen) en zevenkamp (voor vrouwen).
De aanloop voor het verspringen is 1,22 m t/m 1,25 m breed en minimaal 40 meter lang. De atleet/atlete dient zijn/haar aanloop zelf te kiezen en komt na de sprong in een zandbak terecht. Eén meter voor de zandbak bevindt zich een houten afzetbalk. Vanaf deze afzetbalk (of ervoor) dient men te springen, anders is de poging ongeldig. Vaak plaatst men achter de afzetbalk een strook met plasticine ter controle: als de springer een voet voorbij de afzetbalk plaatst zal dit een afdruk achterlaten in de plasticine. De lengte van de sprong wordt gemeten vanaf de afzetbalk tot de eerste afdruk die de springer maakt in de zandbak, vanaf de afzetbalk gezien.
Een wedstrijd bestaat uit drie pogingen. In internationale wedstrijden en kampioenschappen krijgen de beste acht atleten daarna nog drie finale-pogingen. In meerkampen worden maar drie pogingen toegestaan.

## Wereldrecord
Het wereldrecord verspringen bij de mannen staat op 8,95 m en werd gevestigd door Mike Powell tijdens de wereldkampioenschappen atletiek in Tokio op 30 augustus 1991. Daarvóór stond het wereldrecord sinds 18 oktober 1968 op naam van de Amerikaan Bob Beamon die tijdens de Olympische Spelen van Mexico 8,90 m ver sprong.
De verste sprong bij de vrouwen bedraagt 7,52 m en staat op naam van Galina Tsjistjakova. Zij vestigde dit wereldrecord op 11 juni 1988 in Leningrad. Twee jaar later liep deze atlete een zware blessure aan de knie op, waardoor er een abrupt einde kwam aan haar topsportcarrière.

## Continentale records (outdoor)
| Continent                | Geslacht | Prestatie   | Atleet                      | Land | Datum            | Plaats               |
| ------------------------ | -------- | ----------- | --------------------------- | ---- | ---------------- | -------------------- |
| Afrika                   | M        | 8,65 m      | Luvo Manyonga               | RSA  | 22 april 2017    | Potchefstroom        |
| Afrika                   | V        | 7,17 m      | Ese Brume                   | NGR  | 29 mei 2021      | Chula Vista          |
| Noord- en Midden-Amerika | M        | 8,95 m (WR) | Mike Powell                 | USA  | 30 augustus 1991 | Tokio                |
| Noord- en Midden-Amerika | V        | 7,49 m      | Jackie Joyner-Kersee        | USA  | 22 mei 1994      | New York             |
| Zuid-Amerika             | M        | 8,73 m      | Irving Saladino             | PAN  | 24 mei 2008      | Hengelo              |
| Zuid-Amerika             | V        | 7,26 m      | Maurren Maggi               | BRA  | 26 juni 1999     | Bogota               |
| Azië                     | M        | 8,48 m      | Mohamed Salman Al Khuwalidi | KSA  | 2 juli 2006      | Sotteville-lès-Rouen |
| Azië                     | V        | 7,01 m      | Yao Weili                   | CHN  | 5 juni 1993      | Jinan                |
| Europa                   | M        | 8,86 m      | Robert Emmijan              | URS  | 22 mei 1987      | Tsachkadzor          |
| Europa                   | V        | 7,52 m (WR) | Galina Tsjistjakova         | URS  | 11 juni 1988     | Leningrad            |
| Oceanië                  | M        | 8,54 m      | Mitchell Watt               | AUS  | 29 juli 2011     | Stockholm            |
| Oceanië                  | V        | 7,05 m      | Brooke Buschkuehl           | AUS  | 9 juli 2022      | Chula Vista          |

Bijgewerkt tot 13 juli 2022

## Top tien beste atleten

### Mannen (outdoor)
| Rang | Prestatie | Atleet          | Land             | Plaats       | Datum            |
| ---- | --------- | --------------- | ---------------- | ------------ | ---------------- |
| 1.   | 8,95      | Mike Powell     | Verenigde Staten | Tokio        | 30 augustus 1991 |
| 2.   | 8,90      | Bob Beamon      | Verenigde Staten | Mexico-Stad  | 18 oktober 1968  |
| 3.   | 8,87      | Carl Lewis      | Verenigde Staten | Tokio        | 30 augustus 1991 |
| 4.   | 8,86      | Robert Emmijan  | Sovjet-Unie      | Tsachkadzor  | 22 mei 1987      |
| 5.   | 8,74      | Larry Myricks   | Verenigde Staten | Indianapolis | 18 juli 1988     |
| 5.   | 8,74      | Erick Walder    | Verenigde Staten | El Paso      | 2 april 1994     |
| 5.   | 8,74      | Dwight Phillips | Verenigde Staten | Eugene       | 7 juni 2009      |
| 8.   | 8,73      | Irving Saladino | Panama           | Hengelo      | 24 mei 2008      |
| 9.   | 8,71      | Iván Pedroso    | Cuba             | Salamanca    | 18 juli 1995     |
| 9.   | 8,71      | Sebastian Bayer | Duitsland        | Turijn       | 8 maart 2009     |

- Bijgewerkt tot en met 10 februari 2025

### Vrouwen (outdoor)
| Rang | Prestatie | Atlete               | Nationaliteit                  | Plaats         | Datum             |
| ---- | --------- | -------------------- | ------------------------------ | -------------- | ----------------- |
| 1.   | 7,52      | Galina Tsjistjakova  | Sovjet-Unie                    | Leningrad      | 11 juni 1988      |
| 2.   | 7,49      | Jackie Joyner-Kersee | Verenigde Staten               | New York       | 22 mei 1994       |
| 3.   | 7,48      | Heike Drechsler      | Duitse Democratische Republiek | Neubrandenburg | 9 juli 1988       |
| 4.   | 7,43      | Anișoara Cușmir      | Roemenië                       | Boekarest      | 4 juni 1983       |
| 5.   | 7,42      | Tatjana Kotova       | Rusland                        | Annecy         | 23 juni 2002      |
| 6.   | 7,39      | Jelena Belevskaja    | Sovjet-Unie                    | Brjansk        | 18 juli 1987      |
| 7.   | 7,37      | Inessa Kravets       | Gezamenlijk team               | Kiev           | 13 juni 1992      |
| 8.   | 7,33      | Tatjana Lebedeva     | Rusland                        | Toela          | 31 juli 2004      |
| 9.   | 7,31      | Jelena Chlopotnova   | Sovjet-Unie                    | Alma Ata       | 12 september 1985 |
| 9.   | 7,31      | Marion Jones         | Verenigde Staten               | Eugene         | 31 mei 1998       |
| 9.   | 7,31      | Brittney Reese       | Verenigde Staten               | Eugene         | 2 juli 2016       |

- Bijgewerkt tot en met 17 juni 2024

## Wereldrecordontwikkeling

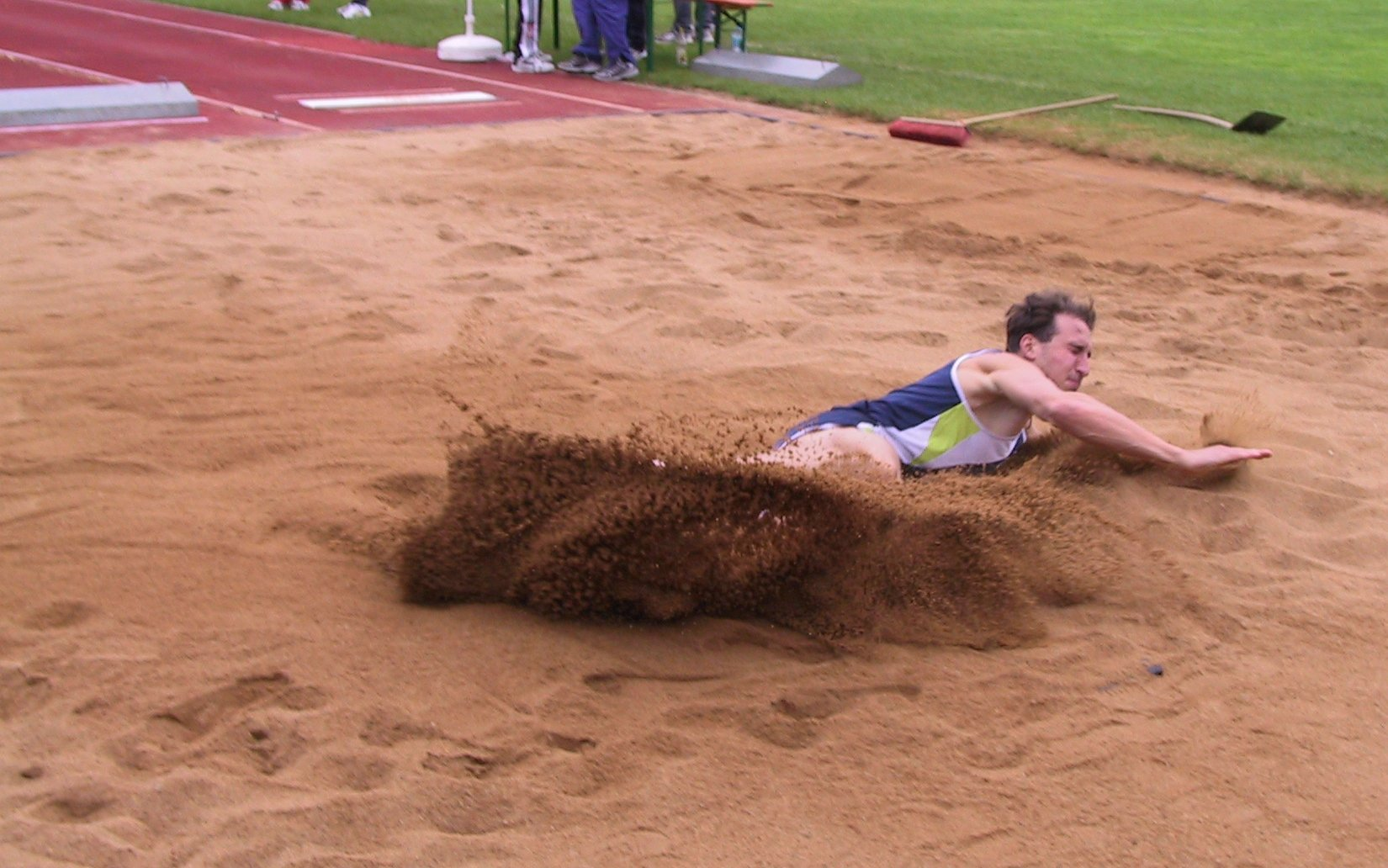
Landing van een verspringer in de springbak

### Mannen
Door World Athletics erkende wereldrecords:
| Afstand (m) | Naam                   | Land | Datum      | Plaats      |
| ----------- | ---------------------- | ---- | ---------- | ----------- |
| 7,62        | Peter O'Connor         | GBR  | 06.08.1901 | Dublin      |
| 7,69        | Edward Gourdin         | USA  | 23.07.1921 | Cambridge   |
| 7,76        | Robert LeGendre        | USA  | 07.07.1924 | Parijs      |
| 7,89        | William DeHart Hubbard | USA  | 13.06.1925 | Chicago     |
| 7,90        | Ed Hamm                | USA  | 07.07.1928 | Cambridge   |
| 7,93        | Silvio Cator           | HAI  | 09.09.1928 | Parijs      |
| 7,98        | Chuhei Nambu           | JPN  | 27.10.1931 | Tokio       |
| 8,13        | Jesse Owens            | USA  | 25.06.1935 | Ann Arbor   |
| 8,21        | Ralph Boston           | USA  | 12.08.1960 | Walnut      |
| 8,24        | Ralph Boston           | USA  | 27.05.1961 | Modesto     |
| 8,28        | Ralph Boston           | USA  | 16.07.1961 | Moskou      |
| 8,31        | Igor Ter-Ovanesjan     | URS  | 10.06.1962 | Jerevan     |
| 8,31        | Ralph Boston           | USA  | 15.08.1964 | Kingston    |
| 8,34        | Ralph Boston           | USA  | 12.09.1964 | Los Angeles |
| 8,35        | Ralph Boston           | USA  | 29.05.1965 | Modesto     |
| 8,35        | Igor Ter-Ovanesjan     | URS  | 19.10.1967 | Mexico-Stad |
| 8,90        | Bob Beamon             | USA  | 18.10.1968 | Mexico-Stad |
| 8,95        | Mike Powell            | USA  | 30.08.1991 | Tokio       |

### Vrouwen
Door World Athletics erkende records en, met een *, door de FSFI erkende records:
| Afstand (m) | Naam                  | Land | Datum      | Plaats       |
| ----------- | --------------------- | ---- | ---------- | ------------ |
| 5,16 *      | Marie Mejzlíková II   | TCH  | 06.08.1922 | Praag        |
| 5,30 *      | Marie Mejzlíková II   | TCH  | 23.09.1923 | Praag        |
| 5,485 *     | Muriel Gunn           | GBR  | 02.08.1926 | Londen       |
| 5,50 *      | Kinue Hitomi          | JPN  | 28.08.1926 | Göteborg     |
| 5,575 *     | Muriel Gunn           | GBR  | 01.08.1927 | Londen       |
| 5,98        | Kinue Hitomi          | JPN  | 20.05.1928 | Osaka        |
| 6,12        | Christel Schulz       | GER  | 30.07.1939 | Berlijn      |
| 6,25        | Fanny Blankers-Koen   | NED  | 19.09.1943 | Leiden       |
| 6,28        | Yvette Williams       | NZL  | 20.02.1954 | Gisborne     |
| 6,28        | Galina Popova         | URS  | 11.09.1955 | Moskou       |
| 6,31        | Galina Popova         | URS  | 18.11.1955 | Tbilisi      |
| 6,35        | Elżbieta Krzesińska   | POL  | 20.08.1956 | Boedapest    |
| 6,35        | Elżbieta Krzesińska   | POL  | 27.11.1956 | Melbourne    |
| 6,40        | Hildrun Claus         | GDR  | 07.08.1960 | Erfurt       |
| 6,42        | Hildrun Claus         | GDR  | 23.06.1961 | Berlijn      |
| 6,48        | Tatjana Sjtsjelkanova | URS  | 16.07.1961 | Moskou       |
| 6,53        | Tatjana Sjtsjelkanova | URS  | 10.06.1962 | Leipzig      |
| 6,70        | Tatjana Sjtsjelkanova | URS  | 04.07.1964 | Moskou       |
| 6,76        | Mary Rand             | GBR  | 14.10.1964 | Tokio        |
| 6,82        | Viorica Viscopoleanu  | ROM  | 14.10.1968 | Mexico-Stad  |
| 6,84        | Heide Rosendahl       | FRG  | 03.09.1970 | Turijn       |
| 6,92        | Angela Voigt          | GDR  | 09.05.1976 | Dresden      |
| 6,99        | Sigrun Siegl          | GDR  | 19.05.1976 | Dresden      |
| 7,07        | Vilma Bardauskiene    | URS  | 18.08.1978 | Chisinau     |
| 7,09        | Vilma Bardauskiene    | URS  | 29.08.1978 | Praag        |
| 7,15        | Anișoara Cușmir       | ROM  | 01.08.1982 | Boekarest    |
| 7,20        | Vali Ionescu          | ROM  | 01.08.1982 | Boekarest    |
| 7,21        | Anișoara Cușmir       | ROM  | 15.05.1983 | Boekarest    |
| 7,27        | Anișoara Cușmir       | ROM  | 04.06.1983 | Boekarest    |
| 7,43        | Anișoara Cușmir       | ROM  | 04.06.1983 | Boekarest    |
| 7,44        | Heike Drechsler       | GDR  | 22.09.1985 | Berlijn      |
| 7,45        | Heike Drechsler       | GDR  | 21.06.1986 | Tallinn      |
| 7,45        | Heike Drechsler       | GDR  | 03.07.1986 | Dresden      |
| 7,45        | Jackie Joyner-Kersee  | USA  | 13.08.1987 | Indianapolis |
| 7,45        | Galina Tsjistjakova   | URS  | 11.06.1988 | Leningrad    |
| 7,52        | Galina Tsjistjakova   | URS  | 11.06.1988 | Leningrad    |

1896: Ellery Clark ·
1900: Alvin Kraenzlein ·
1904: Meyer Prinstein ·
1908: Frank Irons ·
1912: Albert Gutterson ·
1920: William Petersson ·
1924: William DeHart Hubbard ·
1928: Ed Hamm ·
1932: Ed Gordon ·
1936: Jesse Owens ·
1948: Willie Steele ·
1952: Jerome Biffle ·
1956: Greg Bell ·
1960: Ralph Boston ·
1964: Lynn Davies ·
1968: Bob Beamon ·
1972: Randy Williams ·
1976: Arnie Robinson ·
1980: Lutz Dombrowski ·
1984: Carl Lewis ·
1988: Carl Lewis ·
1992: Carl Lewis ·
1996: Carl Lewis ·
2000: Iván Pedroso ·
2004: Dwight Phillips ·
2008: Irving Saladino ·
2012: Greg Rutherford ·
2016: Jeff Henderson ·
2020: Miltiadis Tentoglou ·
2024: Miltiadis Tentoglou
1948: Olga Gyarmati ·
1952: Yvette Williams ·
1956: Elżbieta Krzesińska ·
1960: Vera Krepkina ·
1964: Mary Rand ·
1968: Viorica Viscopoleanu ·
1972: Heide Rosendahl ·
1976: Angela Voigt ·
1980: Tatjana Kolpakova ·
1984: Anișoara Cușmir-Stanciu ·
1988: Jackie Joyner-Kersee ·
1992: Heike Drechsler ·
1996: Chioma Ajunwa ·
2000: Heike Drechsler ·
2004: Tatjana Lebedeva ·
2008: Maurren Maggi ·
2012: Brittney Reese ·
2016: Tianna Bartoletta ·
2020: Malaika Mihambo ·
2024: Tara Davis-Woodhall
1983 Carl Lewis ·
1987 Carl Lewis ·
1991 Mike Powell ·
1993 Mike Powell ·
1995 Iván Pedroso ·
1997 Iván Pedroso ·
1999 Iván Pedroso ·
2001 Iván Pedroso ·
2003 Dwight Phillips ·
2005 Dwight Phillips ·
2007 Irving Saladino ·
2009 Dwight Phillips ·
2011 Dwight Phillips ·
2013 Aleksandr Menkov ·
2015 Greg Rutherford ·
2017: Luvo Manyonga ·
2019: Tajay Gayle ·
2022: Wang Jianan ·
2023: Miltiadis Tentoglou
1983 Heike Drechsler ·
1987 Jackie Joyner-Kersee ·
1991 Jackie Joyner-Kersee ·
1993 Heike Drechsler ·
1995 Fiona May ·
1997 Ljudmila Galkina ·
1999 Niurka Montalvo ·
2001 Fiona May ·
2003 Eunice Barber ·
2005 Tianna Madison ·
2007 Tatjana Lebedeva ·
2009 Brittney Reese ·
2011 Brittney Reese ·
2013 Brittney Reese ·
2015 Tianna Bartoletta ·
2017 Brittney Reese ·
2019 Malaika Mihambo ·
2022 Malaika Mihambo ·
2023 Ivana Španović